# Polymérisation RAFT
La polymérisation radicalaire contrôlée par transfert de chaîne réversible par addition-fragmentation (en anglais Reversible Addition-Fragmentation Chain Transfer (RAFT)) est une technique de polymérisation radicalaire contrôlée découverte en 1998 grâce à une collaboration entre la société DuPont et l'équipe du CSIRO dirigée par le Pr. Ezio Rizzardo.
Au même titre que la polymérisation radicalaire contrôlée par transfert d'atome (en anglais Atom Transfer Radical Polymerization (ATRP)) et la polymérisation radicalaire en présence de nitroxydes (en anglais Nitroxide Mediated Polymerization (NMP)), la polymérisation de type RAFT permet de synthétiser des polymères d'architecture contrôlée (polymères à blocs, étoiles, peignes, etc) de faible polydispersité et de haute fonctionnalité. Les applications de ces polymères sont, parmi d'autres, l'encapsulation de principes actifs de médicaments, la production de revêtements et peintures de nouvelle génération, la microfluidique, les tensioactifs, les adhésifs et les membranes.

## Mécanisme
La RAFT repose sur un mécanisme de transfert de chaîne réversible qui se compose de 2 équilibres d'addition-fragmentation mettant en jeu un agent de transfert de type thiocarbonylthio (agents de transfert les plus utilisés). L'amorçage ainsi que la terminaison entre radicaux sont les mêmes qu'en polymérisation radicalaire classique. Après décomposition de l'amorceur (de type AIBN: azobisisobutyronitrile) en radicaux, la première espèce radicalaire produite s'additionne au monomère pour former un radical carboné qui va ensuite réagir rapidement avec l'agent de transfert pour former l'entité radicalaire correspondante. Cette dernière va se fragmenter en un amorceur et en un nouveau radical capable de réamorcer une polymérisation. La polymérisation RAFT vise à minimiser les réactions de terminaison irréversible grâce à la présence d'un nombre limité de radicaux dans le milieu réactionnel. Toutefois, il est possible qu'une telle réaction se produise entre deux espèces actives et notamment lorsque la concentration en amorceur est trop élevée (le rapport entre la concentration initiale en amorceur et la concentration initiale en agent de transfert doit être suffisamment bas).

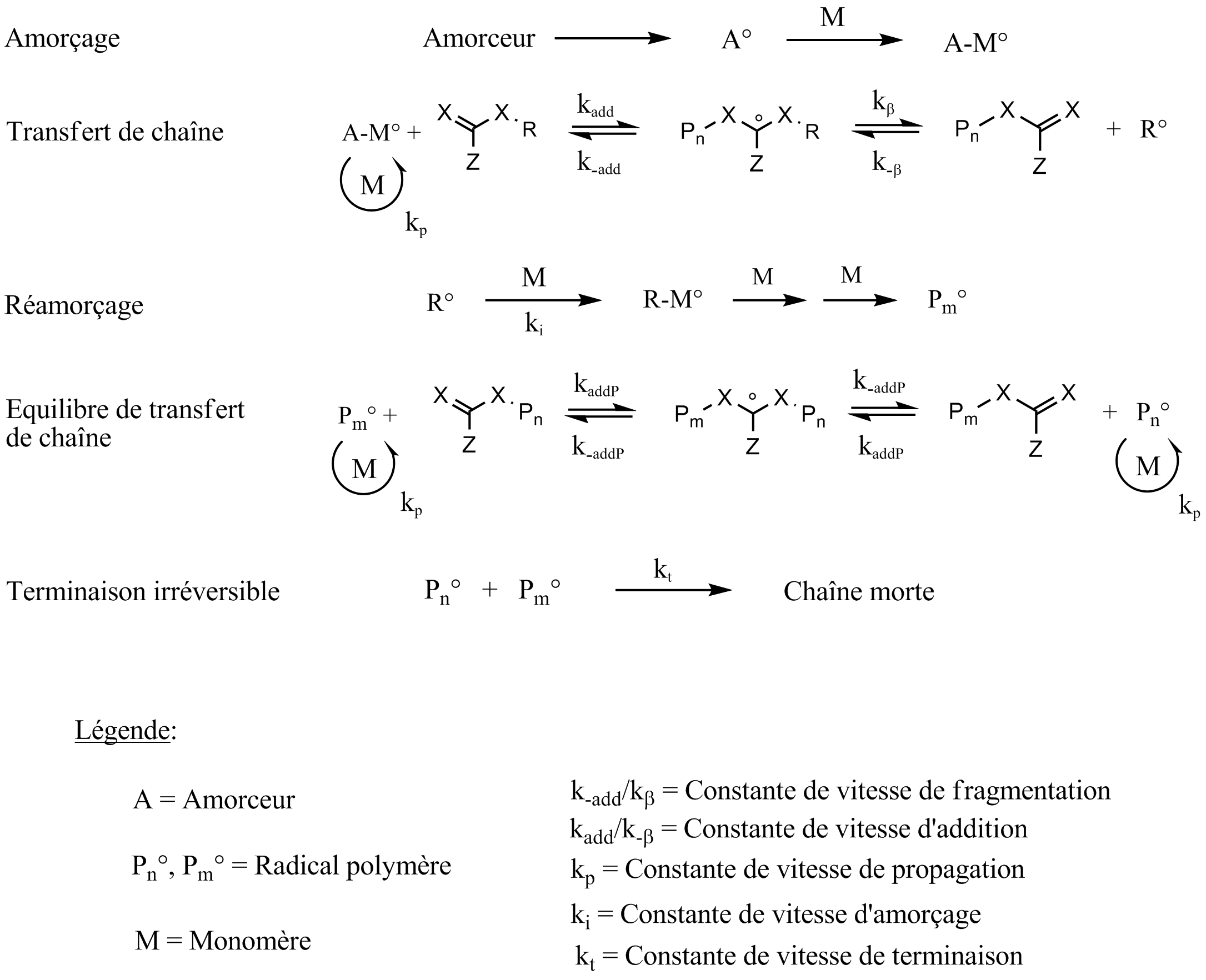
Mécanisme de polymérisation de type RAFT

## Choix de l'agent RAFT
Le choix de l'agent de transfert est déterminant pour obtenir des polymères d'architecture bien définie. Ainsi, en fonction des groupements présents sur l'agent de transfert, il est possible de polymériser une grande quantité de monomères (acrylamides, acrylates, styrénique...) mais également activés,.
Une grande diversité d'agents de transfert de type RAFT sont disponibles ou bien assez aisément synthétisables. Les principaux agents de transfert thiocarbonylthio sont les dithiocarbonate (a), xanthate (b), dithiocarbamate (c) et trithiocarbonate (d).

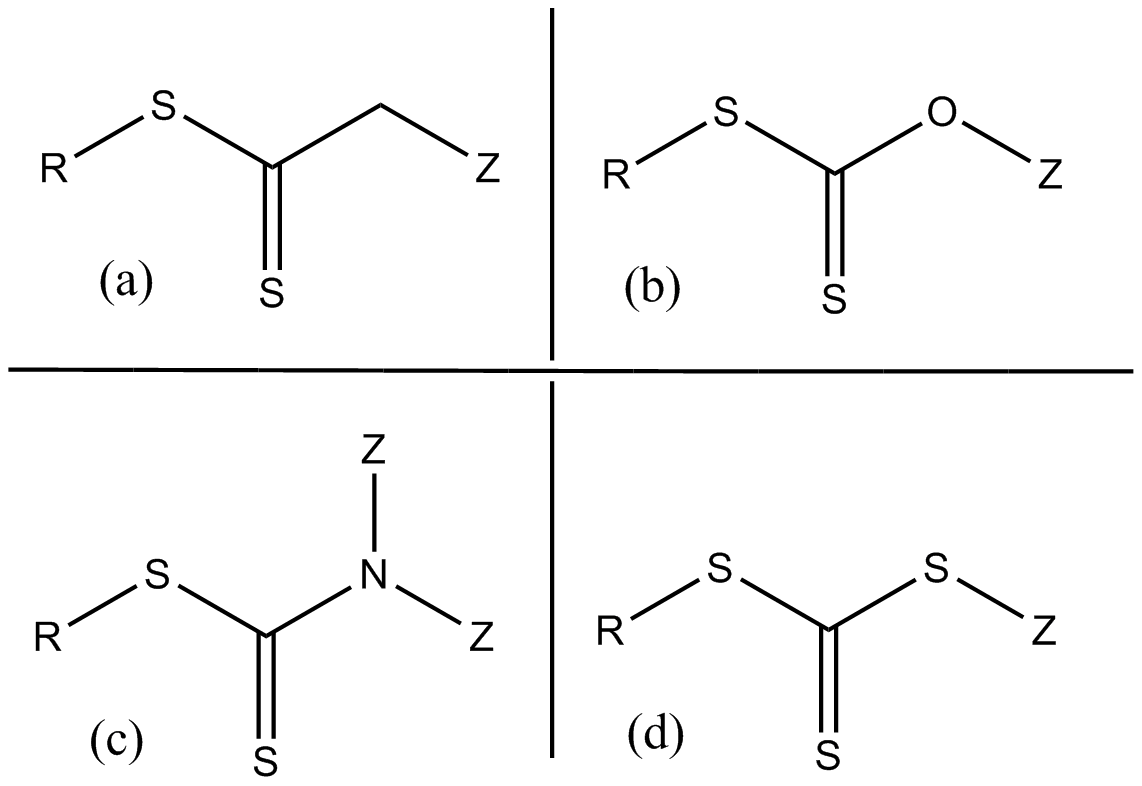
Principaux agents de transfert de type thiocarbonylthio

## Avantages et inconvénients
Comparativement à l'ATRP et la NMP, la RAFT est la technique la plus polyvalente en termes de familles de monomères contrôlables et de conditions expérimentales (solvant, température). Son principal inconvénient repose sur la disponibilité commerciale de la plupart des agents de transferts, qui doivent être souvent synthétisés au laboratoire et purifiés de nombreuses fois avant utilisation.